# Luigi Lavitrano

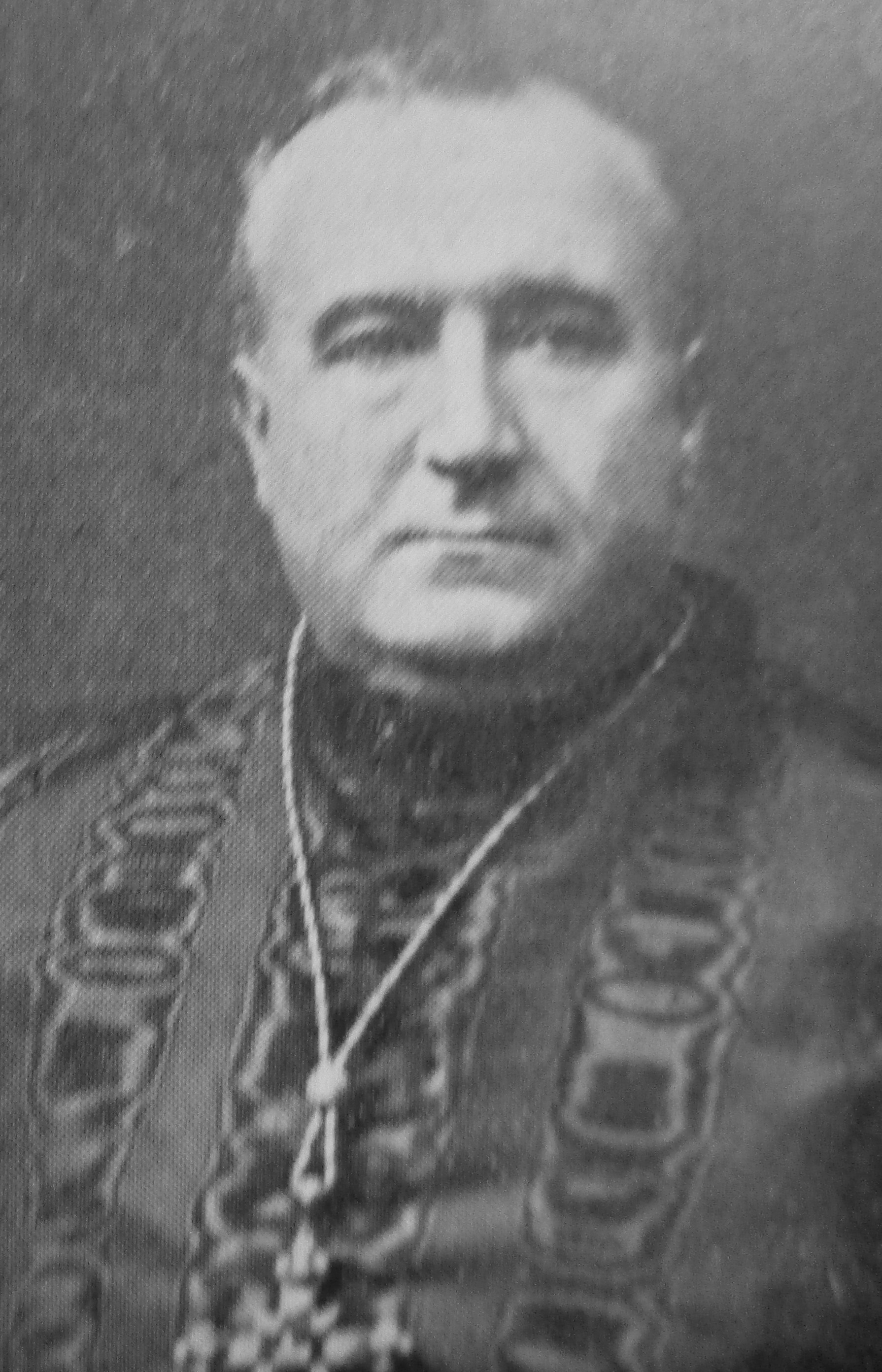
Luigi Lavitrano (1939)

Luigi Lavitrano (Forio, 7 maart 1874 – Marino, 2 augustus 1950) was een Italiaans geestelijke en kardinaal van de Katholieke Kerk.
Lavitrano werd geboren in Forio, op het eiland Ischia. Toen hij klein was verloor hij zijn hele gezin tijdens de aardbeving die het eiland op 28 juli 1883 teisterde. Hij studeerde aan de Pauselijke Urbaniana Universiteit in Rome en aan het Pauselijke Athenaeum San Apollinare aldaar en werd op 21 maart 1898 priester gewijd. Hij werd vervolgens docent aan het Pauselijk Leonine Instituut in Rome, van welk instituut in 1910 rector werd. In 1904 werd hij verheven tot Kamerheer van de Paus.
Op 25 mei 1914 benoemde paus Pius X hem tot bisschop van Cava en Sarno, in Campanië. In 1924 werd hij aartsbisschop van Benevento en in 1928 van Palermo. 
Tijdens het consistorie van 16 december 1929 creëerde paus Pius XI hem kardinaal. Hij kreeg de San Silvestro in Capite als titelkerk. Kardinaal Lavitrano nam deel aan het conclaaf van 1939 dat leidde tot de verkiezing van Eugenio Pacelli tot paus Pius XII. In december 1944 nam hij ontslag als aartsbisschop van Palermo om prefect te worden van de Heilige Congregatie voor de Religieuzen.
- Bibliothèque nationale de France: cb17072504t (data)
- Gemeinsame Normdatei: 1182607594
- International Standard Name Identifier: 0000 0004 5972 0838
- Istituto Centrale per il Catalogo Unico: PALV021572
- SNAC: w6qn91d3
- Virtual International Authority File: 89170362
- WorldCat: E39PBJxCCmtQ4xkjKRBWXvRkDq